# Référendum abkhaze de 2016
Un référendum se déroule en Abkhazie le 10 juillet 2016, dans le but d'avancer la date de la prochaine élection présidentielle.

## Contexte
Une pétition appelant à un référendum démarre en mars 2016 à l'initiative d'un groupe de citoyens et a été soumise à la Commission centrale des élections. Le référendum a été approuvé par un décret signé par le président Raul Khajimba le 1er juin.
Le référendum porte sur la tenue ou non d'une élection présidentielle anticipée dans le pays. Il est porté par l'opposition au président actuel Raul Khadjimba, dont le mandat est contesté. L'opposition appelle toutefois au boycott de ce référendum dont elle a l'initiative, estimant que le gouvernement « n'a pas créé les conditions nécessaires pour la libre expression de la volonté du peuple ». Le gouvernement, pour sa part, juge le référendum inutile.

## Question
Les électeurs doivent répondre à la question suivante :

« Considérez-vous nécessaire d'avancer la date de l'élection du président de la République d'Abkhazie ? »

## Résultats et conséquences
| Choix                  | Votes   | %     |
| ---------------------- | ------- | ----- |
| Oui                    | 750     | 46,07 |
| Non                    | 761     | 46,74 |
| Votes nuls/blancs      | 117     | 7,19  |
| Total                  | 1 628   | 100   |
| Inscrits/participation | 132 887 | 1,23  |
| Source :               |         |       |

Le « non » l'emporte avec 50,4 % des suffrages exprimés. Avec un taux de participation de seulement 1,2 %, le plus bas de l'histoire du pays, le résultat est de toute manière annulé. La prochaine élection présidentielle devrait donc avoir lieu en 2019.